# Nantes
Nantes (uitspraakⓘ, Bretons: Naoned, Gallo: Naunnt) is een havenstad in het westen van Frankrijk, waar aan de zuidrand van Bretagne de rivieren Erdre en Sèvre uitmonden in de Loire. Nantes is hoofdstad van de regio Pays de la Loire en van het departement Loire-Atlantique. Samen met de stad Saint-Nazaire vormt de stad het economische en culturele centrum van het stimuleringsgebied Pays de la Loire en van een groot deel van Bretagne. De gemeente telde 325.070 inwoners op 1 januari 2022.

## Geschiedenis

### Oudheid en middeleeuwen

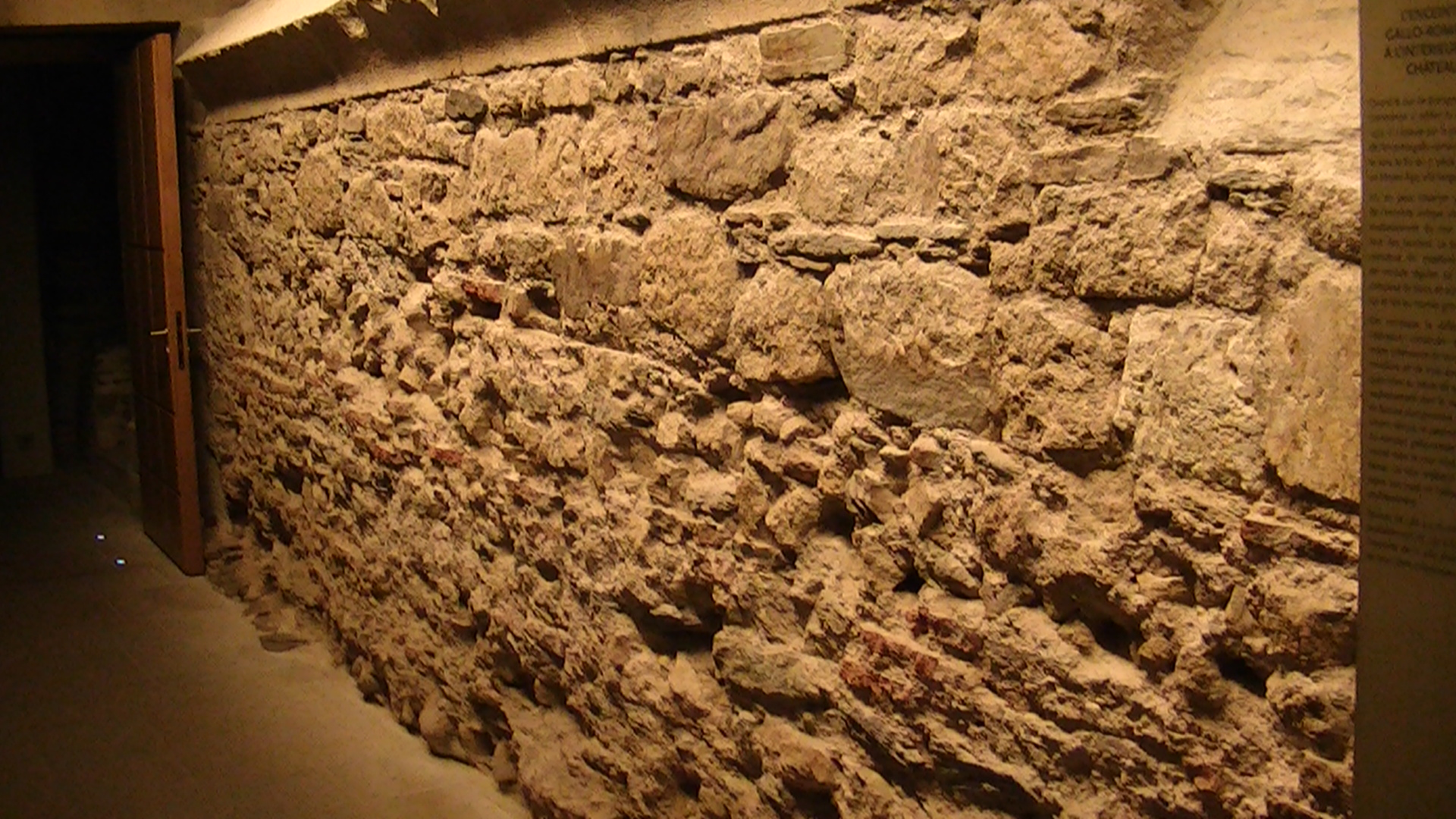
Resten van de Romeinse stadsmuur in het Museum Château des ducs de Bretagne

Nantes dankt zijn naam aan het Gallische volk van de Namneten, voor wie het onder de naam Condivicnum de belangrijkste stad was. De plaats is ontstaan aan de samenvloeiing van de Erdre en de Loire. Op die plaats splitste de Loire zich in vijf armen waartussen riviereilanden lagen. Langs deze eilanden kon de rivier doorwaad worden. Het was zo de laatste oversteekplaats over de Loire voor het estuarium van deze stroom. In de Romeinse tijd werd het een handelscentrum en in de 4e eeuw werd Nantes een bisschopszetel.
In de Middeleeuwen werd de stad nauw betrokken bij de strijd tussen de graven van Nantes en die van de concurrerende stad Rennes om de heerschappij over Bretagne, totdat dit hertogdom in 1532 door de Franse koning Frans I werd ingelijfd. Vanaf het einde van de 14e eeuw werd Nantes een steeds belangrijker havenstad voor de handel met Spanje, Engeland, de Scandinavische landen en de Nederlanden (Loire-wijnen).

### 16e tot 18e eeuw

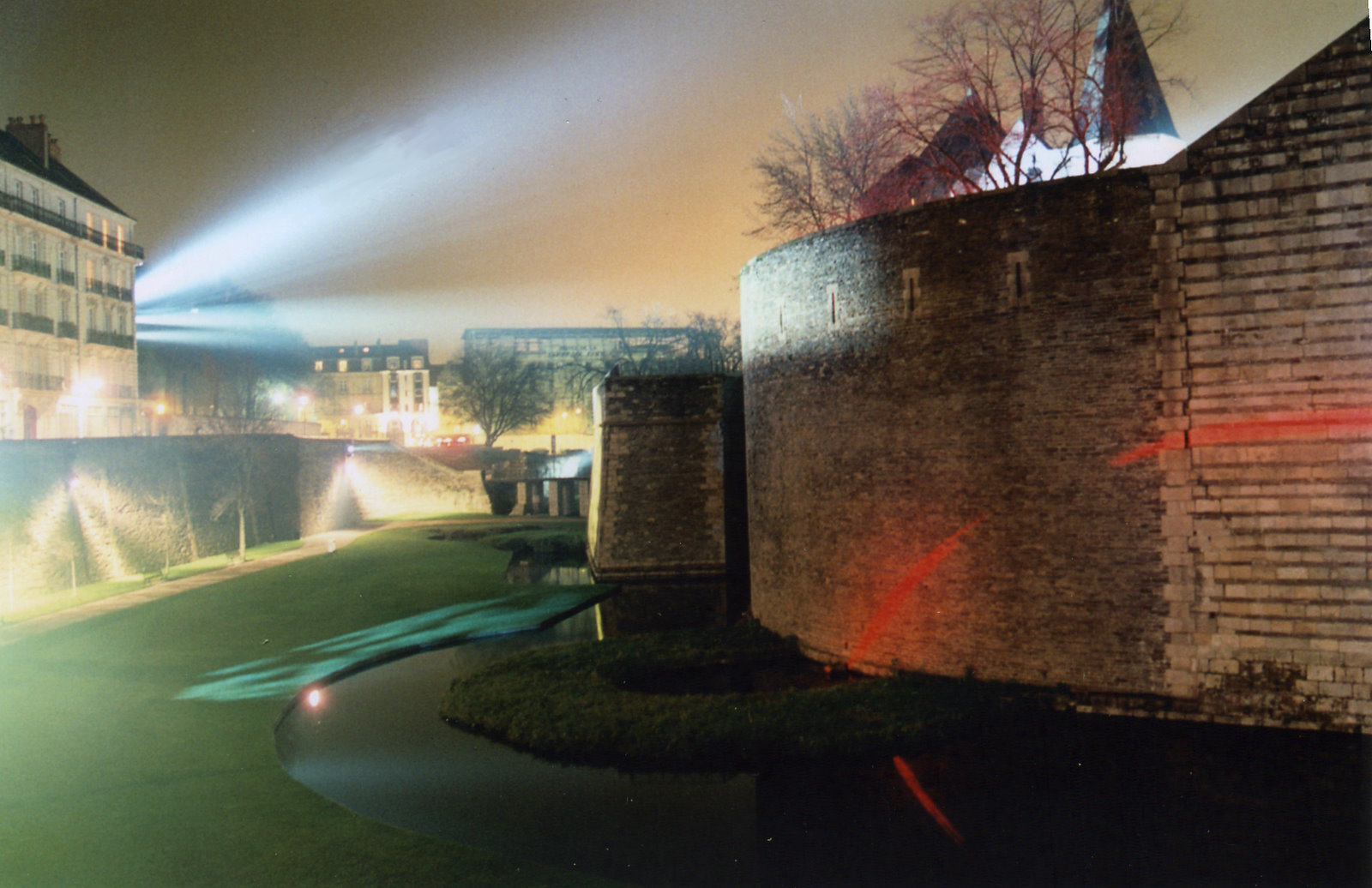
Het kasteel van de hertogen van Bretagne in Nantes.

Nantes kreeg in 1560 stadsrechten van Frans II en steunde de katholieke partij in de godsdienstoorlogen (1562-1598) die eindigden met de uitvaardiging van het edict van Nantes door Hendrik IV. Dit edict hield een beperkte godsdienstvrijheid voor protestanten in.
In de eerste helft van de 18e eeuw was Nantes zelfs de belangrijkste havenstad van Frankrijk, toen de handel met de Amerikaanse koloniën tot ontwikkeling kwam en de stad het centrum werd van de Franse slavenhandel. Ongeveer 2.000 transporten werden georganiseerd vanuit Nantes waarbij ongeveer 550.000 Afrikanen als slaven naar de Franse koloniën in Amerika werden gevoerd. De bloeiperiode van Nantes lag tussen 1750 en 1800. Tijdens de Franse Revolutie kwam de handel stil te liggen. Ook de productie van bedrukte stoffen (indiennage), veelal bestemd voor de export, had hieronder erg te lijden. In 1793 kreeg de stad een schrikbewind te verduren, doordat zij betrokken was bij de contrarevolutionaire opstand in de Vendée

### 19e en 20e eeuw
In het midden van de 19e eeuw kwam Nantes weer enigszins tot bloei, o.a. door de komst van de spoorweg in 1851 en de aanleg van een kanaal naar Paimboeuf, een voorstadje. Er kwam industrie: een suikerraffinaderij, metallurgie, conserven- en koekjesfabrieken. In de loop van de 19e eeuw breidde het stedelijk gebied zich uit langs de Loire en de Erdre en ook tot op de riviereilanden, waar veel nieuwe industrie kwam, en de zuidelijke oever van de Loire. Ook het grondgebied werd uitgebreid. In 1908 werden de voormalige gemeenten Doulon en Chantenay opgenomen in Nantes. De zanderige banken van de Loire werden verhard om fabrieksterreinen en scheepswerven aan te leggen. In 1920 begon men met de uitvoering van een plan voor modernisering en uitbreiding van de stad. Deze ontwikkeling werd tijdens de Tweede Wereldoorlog onderbroken, toen Nantes gedeeltelijk werd verwoest. In 1943 is Nantes door de Geallieerden zwaar gebombardeerd, omdat de Duitsers daar actief waren. 900 mensen kwamen daarbij om en de stad liep zware schade op.
Na de oorlog heeft Nantes zich ontwikkeld tot een belangrijk economisch centrum, talrijke wegen werden aangelegd en verbeterd, spoorwegverbindingen werden uitgebreid en lopen nu grotendeels onder de stad door, er is een luchthaven aangelegd, de haven die dreigde te verzanden werd toegankelijk gemaakt voor grote zeeschepen en het industriegebied werd uitgebreid.

## Geografie
De oppervlakte van Nantes bedroeg op 1 januari 2022 65,19 vierkante kilometer; de bevolkingsdichtheid was toen 4.986,5 inwoners per km².
Nantes ligt op zestig kilometer van de oceaan. Het oude centrum van Nantes bevindt zich aan de monding van de Erdre in de Loire. Ook enkele voormalige riviereilanden in de Loire maken deel uit van het oude centrum: het Île Gloriette en het Île Feydeau.
De onderstaande kaart toont de ligging van Nantes met de belangrijkste infrastructuur en aangrenzende gemeenten.

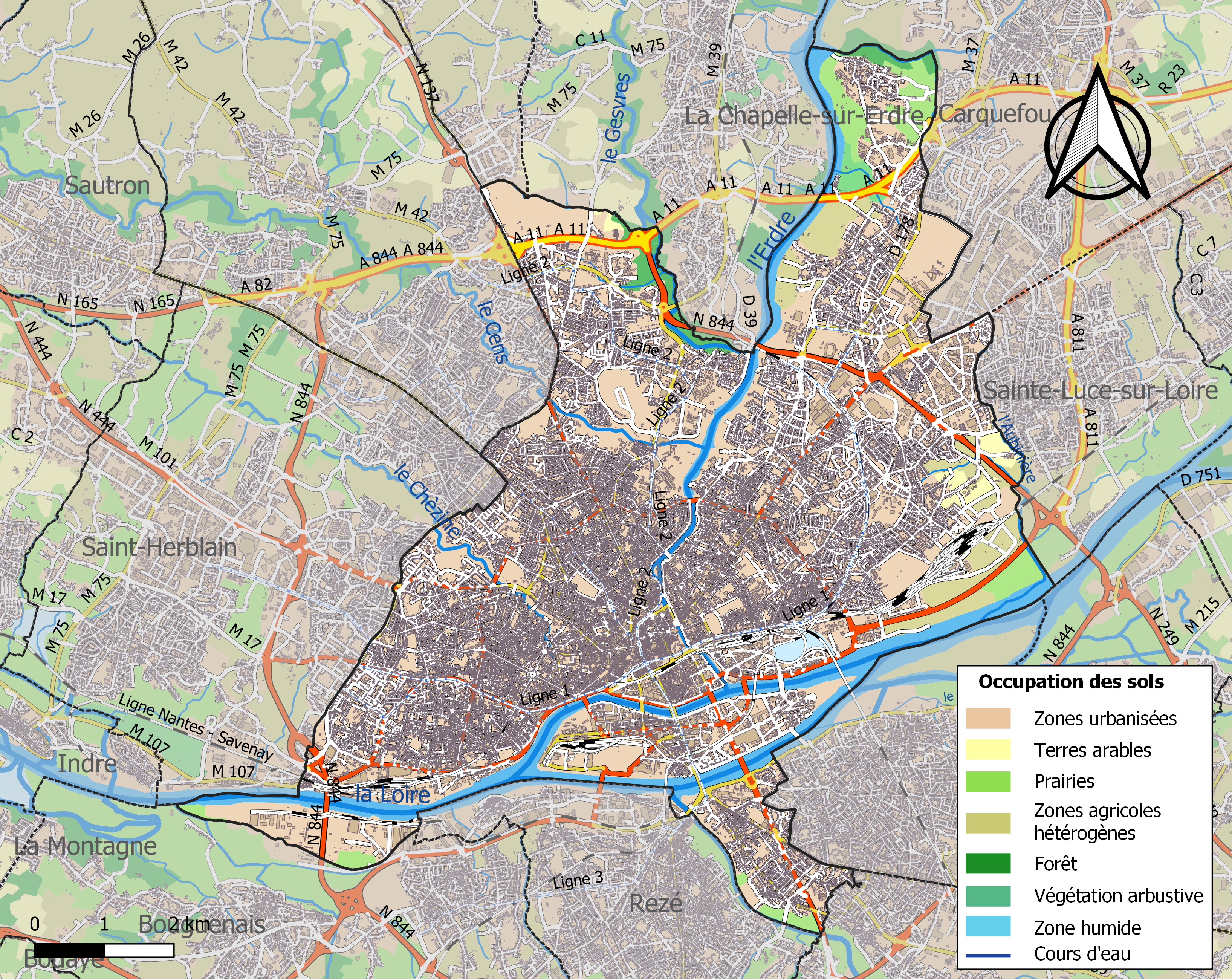

## Demografie
Onderstaande figuur toont het verloop van het inwonertal (bron: INSEE-tellingen).

## Economie
Nantes is momenteel een van de belangrijkste invoerhavens van grondstoffen en olie van Frankrijk. De industrie is gericht op de bouw van machines en schepen (tot 250.000 ton), voedingsmiddelen, zoals suiker, bier en conserven, verder confectiekleding en lederwaren. Er zijn olieraffinaderijen en een petrochemische industrie. Er is een effectenbeurs.

## Stadsbeeld
Tijdens de Tweede Wereldoorlog werd de stad zwaar beschadigd. Toch zijn in de stad nog tal van historische bezienswaardigheden bewaard gebleven.

### Middeleeuwse stad

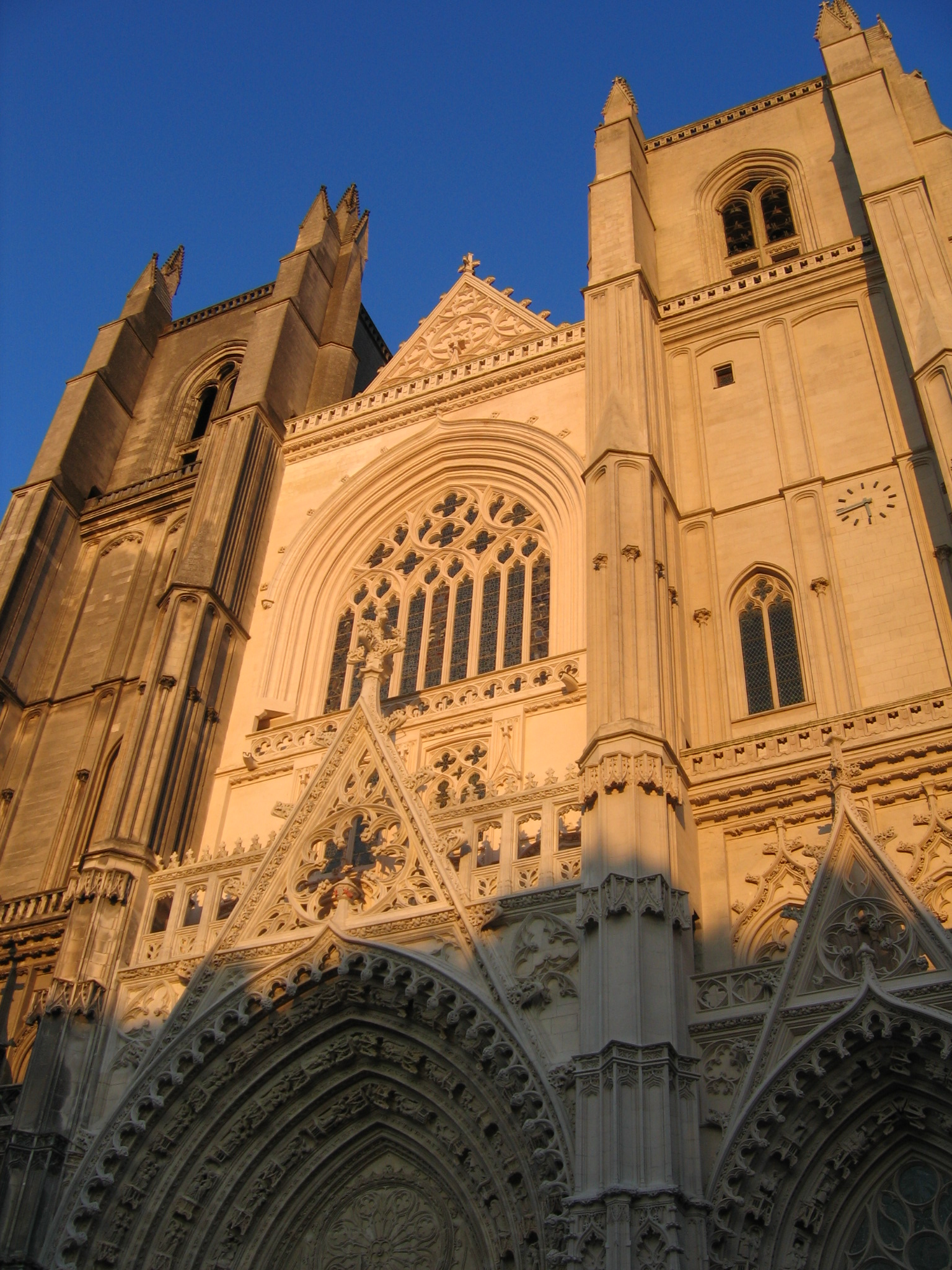
Kathedraal van Nantes

De wijk Le Bouffay omvat het middeleeuwse centrum van Nantes. Deze wijk lag aan de Erdre en aan een arm van de Loire, maar deze waterlopen werden in de 19e eeuw overwelfd of gedempt.
De kathedraal van Nantes geldt als een gotisch bouwwerk, hoewel de bouw, die begon in 1434, pas eindigde in 1893. In de kathedraal staat de graftombe van Frans II, hertog van Bretagne, en zijn gemalin. Dit beroemde renaissancekunstwerk van de beeldhouwer Michel Colombe (1430-1513) stamt uit het begin van de 16e eeuw. Na de oorlog werd de bijna geheel verwoeste kerk gerestaureerd. In januari 1972 werd de kathedraal door brand ernstig beschadigd. In juli 2020 brak opnieuw brand uit in de kathedraal, waarbij onder meer het 17e-eeuwse orgel verloren ging.
De kerk Saint Donatien werd op 15 juni 2015 door brand verwoest.
Een ander belangrijk bouwwerk is het hertogelijk kasteel Château des ducs de Bretagne, dat dateert uit de 10e eeuw en in 1466 door Frans II werd herbouwd. In het kasteel is onder meer het Musée des Arts Décoratifs gevestigd.
Voorts geldt ook het Musée d'Arts de Nantes als een van de belangrijkste van Frankrijk.

### Île Faydeau

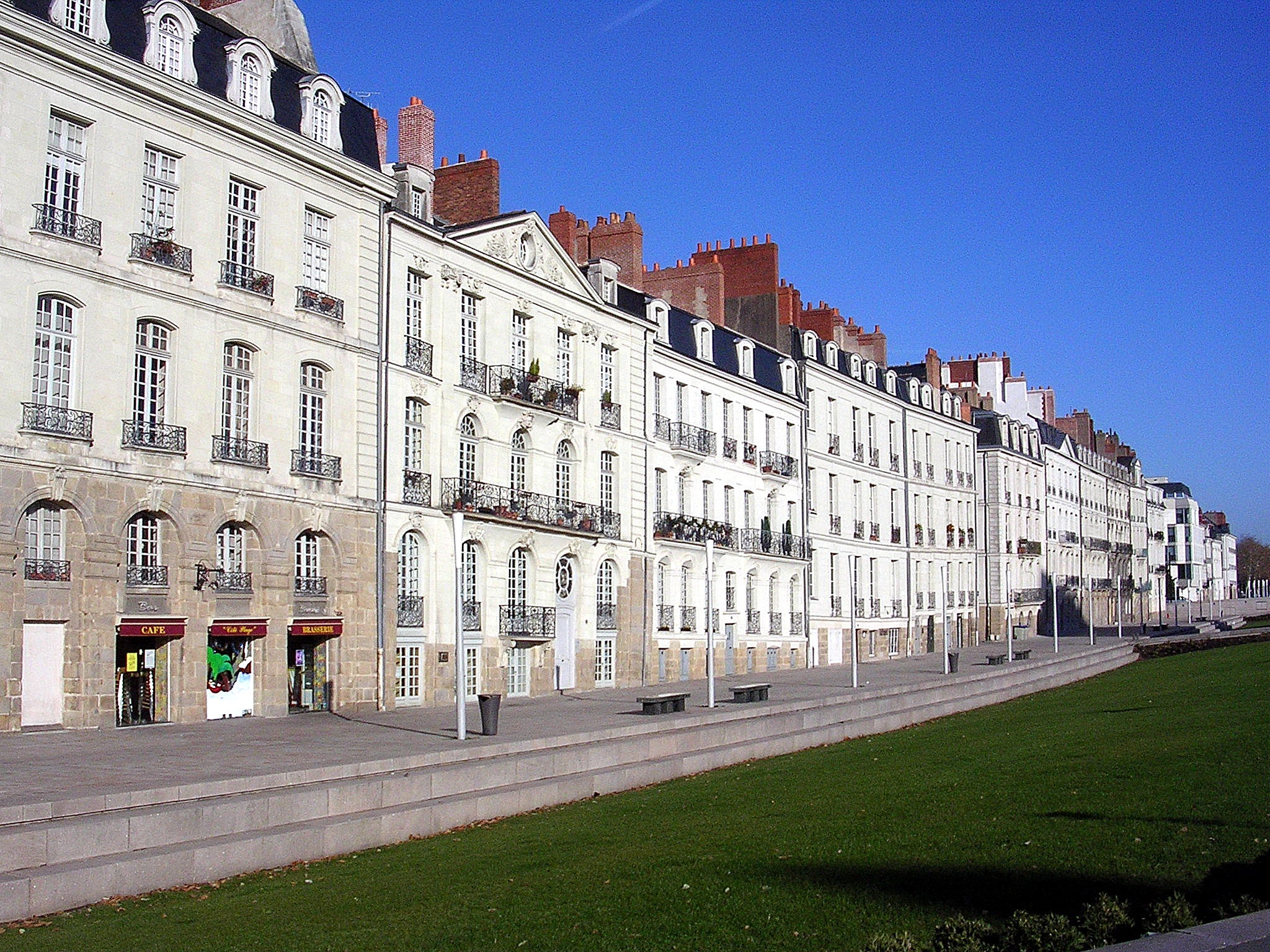
Île Feydeau

Het voormalige eiland Feydeau was voor bebouwing in de 18e eeuw een moerassig eiland in de Loire. De bebouwing van het eiland startte in 1723, helaas bleek de grond toch te slap en de eerste bouwwerken verzakten razendsnel. Vanaf 1750 fundeerde men de woningen volgens de 'Hollandse methode'. Deze wijk wordt gekenmerkt door zijn loodrecht stratenplan. Op het eiland vestigden zich rijke handelaren en reders. De grandeur is nog steeds zichtbaar. In de jaren 1930 werd de arm van de Loire die het eiland scheidde van het historisch centrum gedempt. Op het Île Feydeau staat het geboortehuis van Jules Verne.

### Île de Nantes
Het Île de Nantes is vijf kilometer lange en een kilometer breed eiland dat ligt tussen twee armen van de Loire. Het gaat eigenlijk om verschillende riviereilanden (Prairie au Duc en andere) die in de 19e eeuw werden samengevoegd en waar zich industrie en havenactiviteiten vestigden. Dit waren onder andere de Biscuiterie nantaise, de Fonderies de l'Atlantique en de scheepswerf Dubigeon-Normandie. Na de Tweede Wereldoorlog verdween de industriële activiteit. Het gebied kreeg een woonfunctie en er kwamen overheidsdiensten (Cité judiciaire), onderwijsinstellingen (École des Beaux-Arts, École nationale supérieure d'Architecture). Ook Les Machines de l’île is gevestigd op het Île de Nantes. Herinneringen aan het industriële verleden van de wijk zijn twee grote kranen aan de westzijde van het eiland (Grue Titan jaune et Grue Titan grise). Openbare kunst zijn Les anneaux op een kade aan de Loire.

### Chantenay
De wijk Chantenay ligt op de rechteroever van de Loire, ten westen van het Île de Nantes. Jules Verne groeide op in deze wijk, die zich in de loop van de 19e eeuw ontwikkelde van platteland naar een een volkswijk waar ook industrie gevestigd was. Bezienswaardigheden in deze wijk zijn het Musée Jules-Verne, het planetarium en de Jardin extraordinaire, een park in een voormalige steengroeve.

## Vervoer
Nantes was in 1985 de eerste stad in Frankrijk waar de tram opnieuw werd ingevoerd. Het net van de tram van Nantes is 44 km lang en bestaat uit drie lijnen. Het netwerk van openbaar vervoer heet Naolib. Naast tram en bus omvat het ook de elektrische boten Navibus.
In de gemeente liggen de spoorwegstations Doulon, Chantenay en Nantes.
De autosnelweg A11 verbindt Nantes met Parijs.

## Onderwijs
Nantes geldt als een universiteitsstad. Anno 2020 telde Nantes meer dan 55.000 studenten. Sinds 1962 telt Nantes weer een universiteit, de Universiteit van Nantes. Oorspronkelijk is deze in 1460 gesticht, maar tijdens de Franse Revolutie was zij opgeheven.
- Audencia
- École centrale de Nantes
- École pour l'informatique et les nouvelles technologies (Epitech)
- École nationale supérieure d'Architecture (Ensa)

## Sport
FC Nantes is de professionele voetbalclub van Nantes en speelt in het Stade de la Beaujoire. FC Nantes speelt doorgaans in Ligue 1, het hoogste Franse niveau. De club werd meermaals kampioen van Frankrijk.
Nantes was speelstad bij het WK rugby van 2007, WK voetbal van 1998 en EK voetbal van 1984. Alle wedstrijden werden gespeeld in het Stade de la Beaujoire.
Nantes is 31 keer etappeplaats geweest in de Ronde van Frankrijk. In 1957 startte de Tour in Nantes. Louis Trousselier won drie etappes in Nantes (in 1906, 1909 en 1910). In 2008 was de stad voor het laatst etappeplaats.

## Stedenband
- Cardiff, Wales, Verenigd Koninkrijk
- Cluj-Napoca, Roemenië
- Seattle, Verenigde Staten
- Tbilisi, Georgië

## Trivia
Nantes werd vereeuwigd in een gelijknamig autobiografische lied Nantes van Barbara waarin zij naar het fictieve adres "Vingt-cinq rue de la Grange-au-Loup" wordt geroepen om haar stervende vader te ontmoeten. Veel bezoekers van Nantes kwamen vroeger voor dit verzonnen adres. Later is er in een buitenwijk van Nantes een rue de la Grange-au-Loup, Straat van de graanschuur met de wolf, aangelegd, maar daar ontbreekt nummer 25. Na het overlijden van Barbara kreeg een straat in de buurt de nieuwe naam rue Barbara.

## Bekende inwoners van Nantes

### Geboren in Nantes
- Anna van Bretagne (1477–1514), hertogin van Bretagne en koningin van Frankrijk
- Germain Boffrand (1667–1754), architect
- Jacques Cassard (1679–1740), scheepskapitein en kaapvaarder
- Pierre Cambronne (burggraaf) (1770–1842), generaal van Napoleon I
- Jules Verne (1828–1905), schrijver
- Adolphe David (1842–1897), componist
- René Waldeck-Rousseau (1846–1904), politicus
- Maxime Maufra (1861-1918), kunstschilder
- Aristide Briand (1862–1932), premier van Frankrijk en Nobelprijswinnaar (1926)
- Ferdinand Loyen du Puigaudeau (1864–1930), kunstschilder
- Paul Chabas (1869–1937), kunstschilder
- Jean Metzinger (1883–1956), kunstschilder
- Claude Cahun (1894-1954), beeldend kunstenares, schrijfster en fotografe
- Denys de La Patellière (1921–2013), filmregisseur
- Jean Graton (1923-2021), striptekenaar
- Pierre Barbotin (1926–2009), wielrenner
- Éric Tabarly (1931–1998), zeiler
- Claire Bretécher (1940–2020), stripauteur
- Ivan Rioufol (1952), journalist
- Yvon Bertin (1953), wielrenner
- Loïc Amisse (1953), voetballer
- Joachim Garraud (1968), dj en producer
- Pascal Deramé (1970), wielrenner
- Lylian Lebreton (1972), wielrenner
- François de Rugy (1973), politicus
- Sarah Abitbol (1975), kunstschaatsster
- Laurent Batlles (1975), voetballer
- Lilian Jégou (1976), wielrenner
- Anthony Charteau (1979), wielrenner
- Jérémy Toulalan (1983), voetballer
- Emerse Faé (1984), voetballer
- Christine and the Queens (Héloïse Letissier) (1988), singer-songwriter
- Chaker Alhadhur (1991), voetballer
- Pierre-Ambroise Bosse (1992), atleet
- Madeon (1994), house-, nu-disco- en electropopmusicus
- Antoine Adelisse (1996), freestyleskiër
- Kévin N'Doram (1996), voetballer
- Louis Barré (2000), wielrenner
- Abdoulaye Dabo (2001), voetballer
- Quentin Merlin (2002), voetballer
- Nathan Zézé (2005), Frans-Ivoriaans voetballer

## Galerij

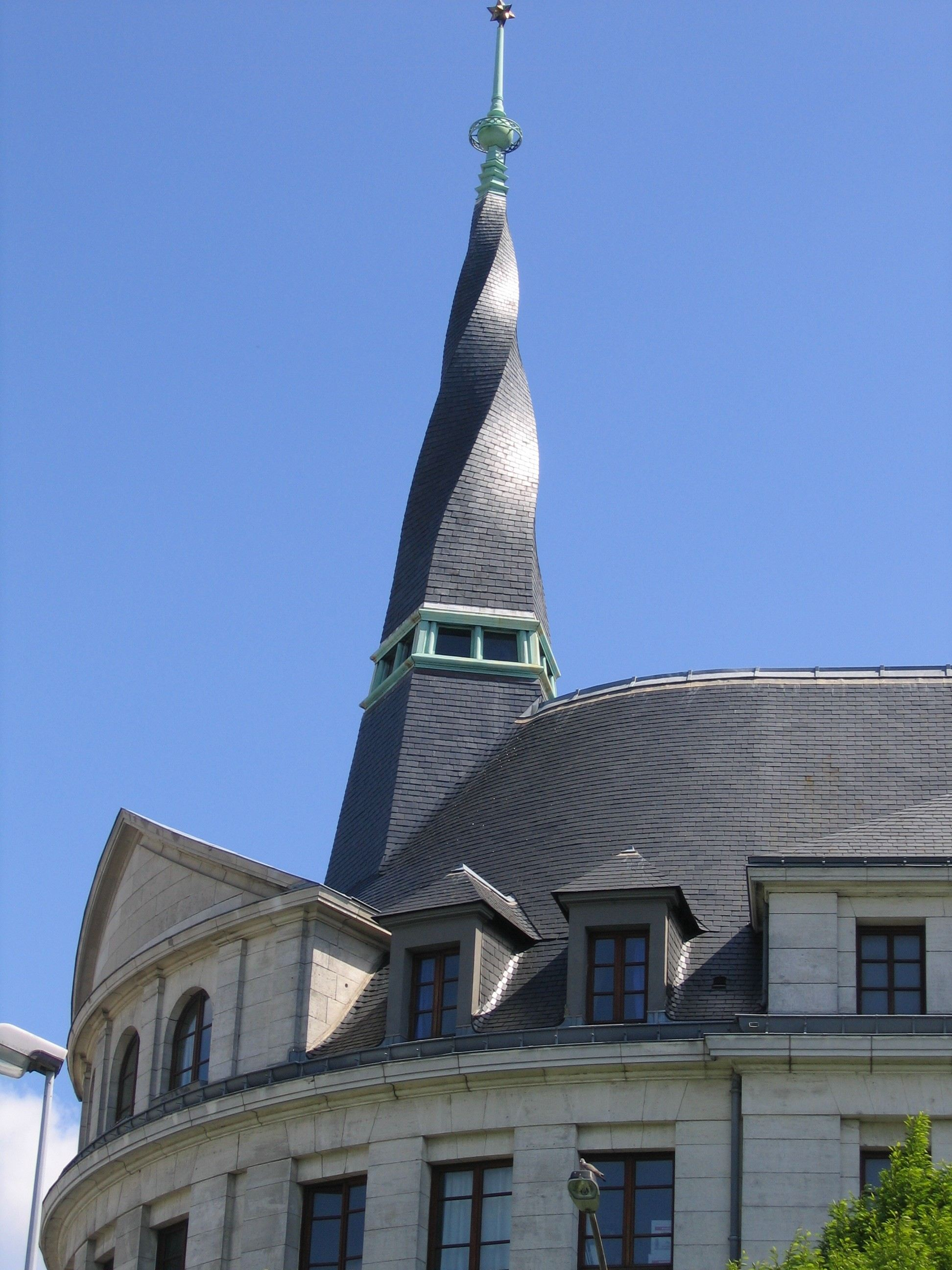
Een gedraaide toren als hoogste punt van het Maison des Compagnons du Devoir
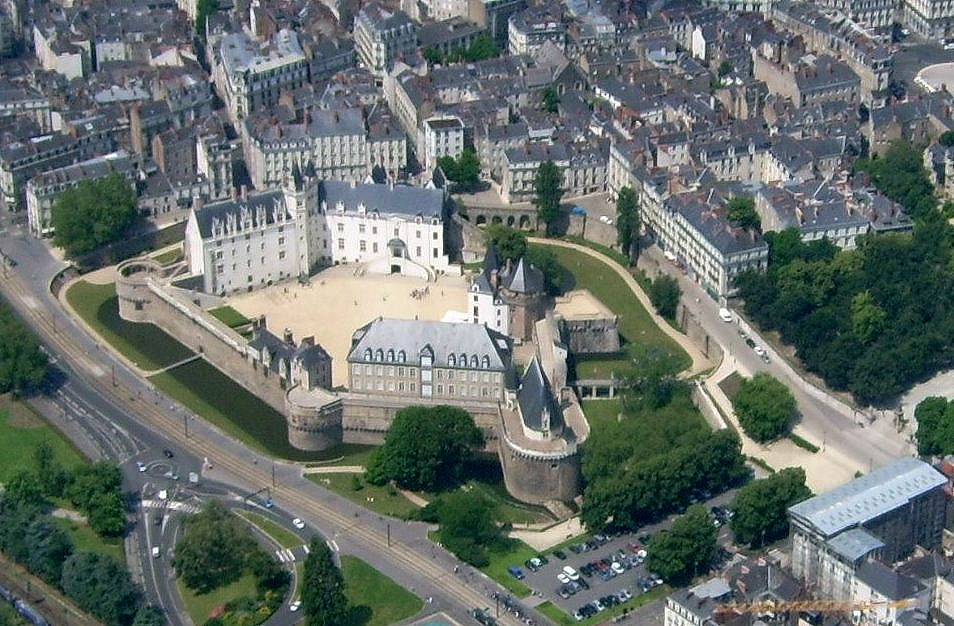
Het kasteel en een gedeelte van de historische stad
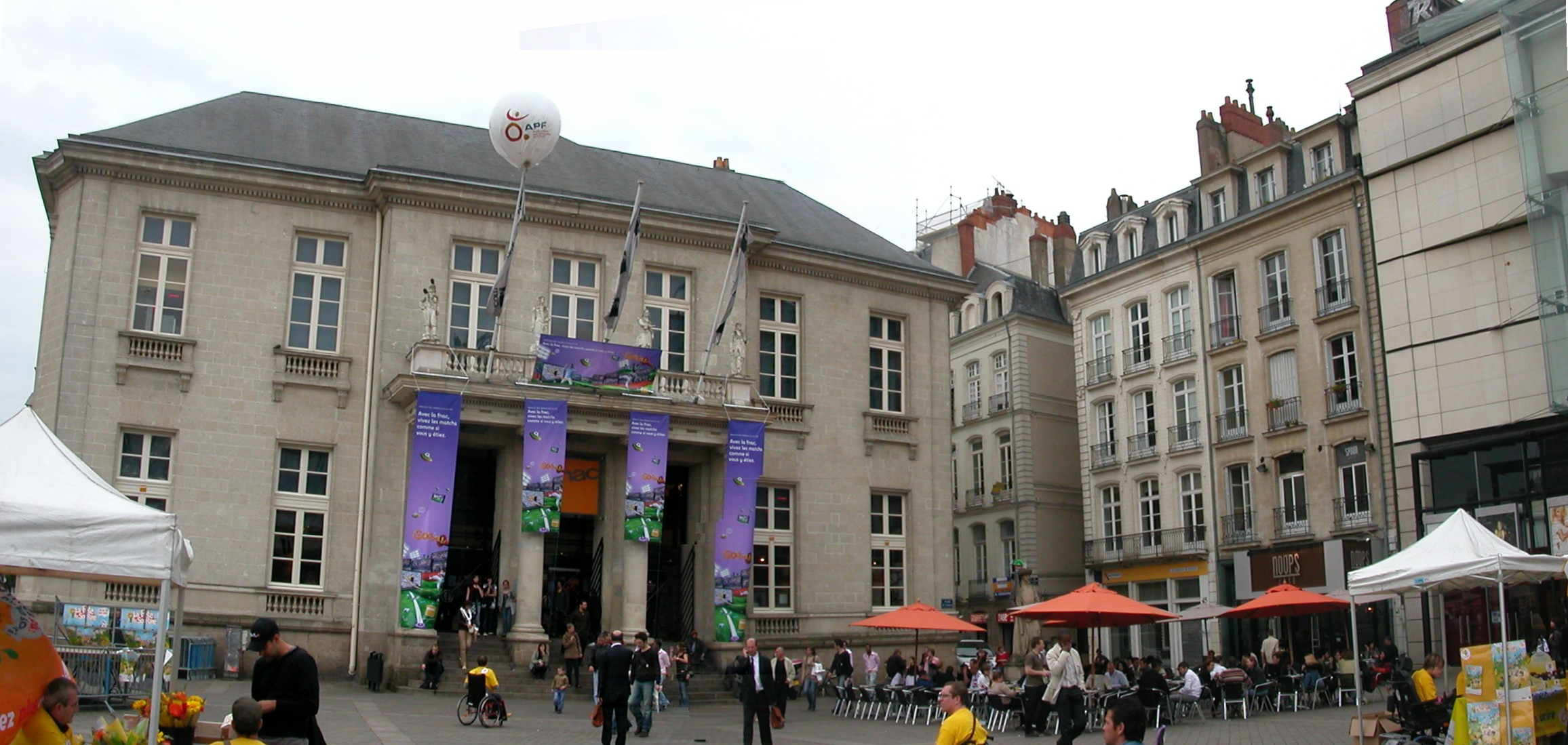
Place du commerce
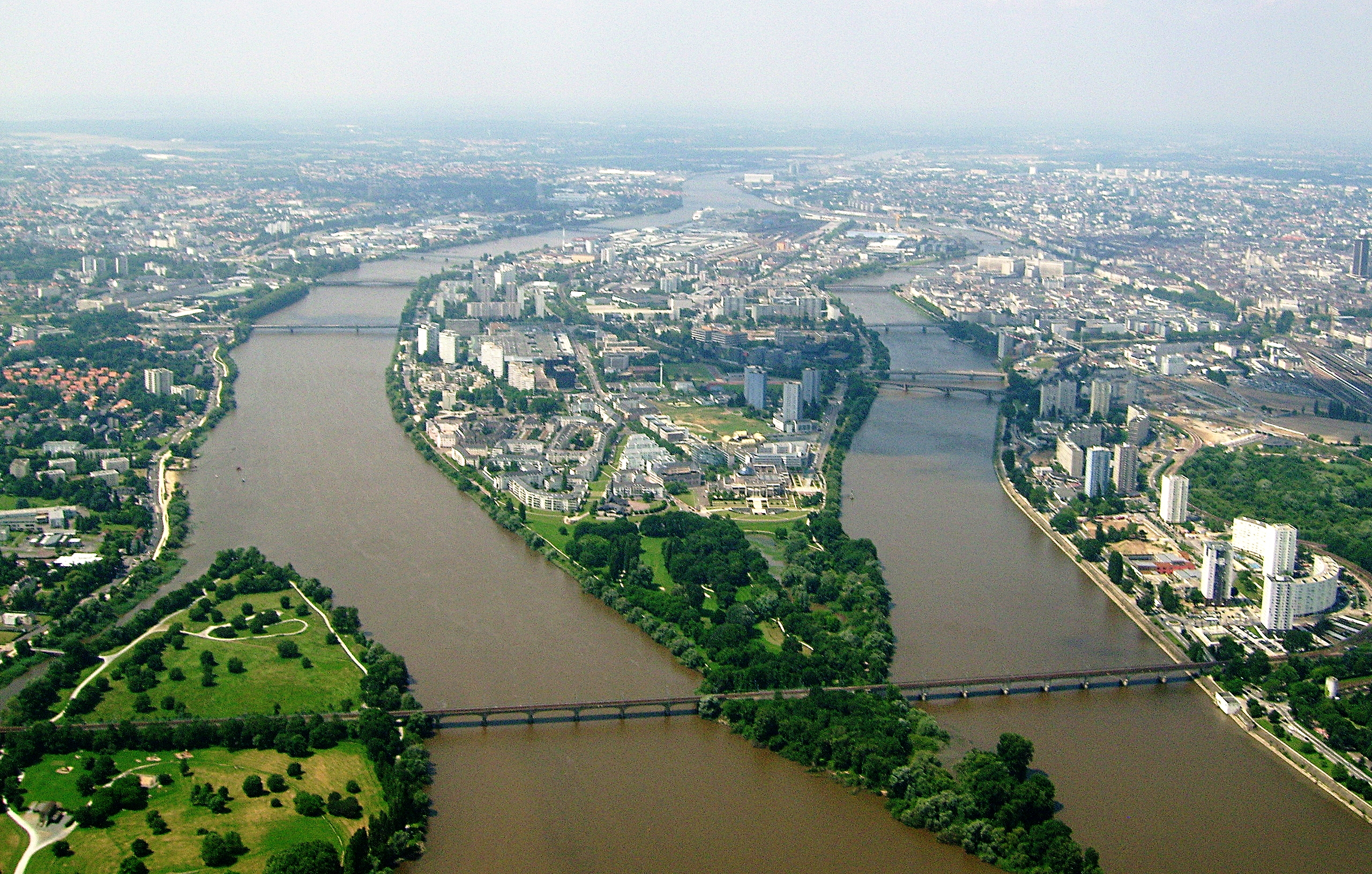
In vogelvlucht het Île de Nantes
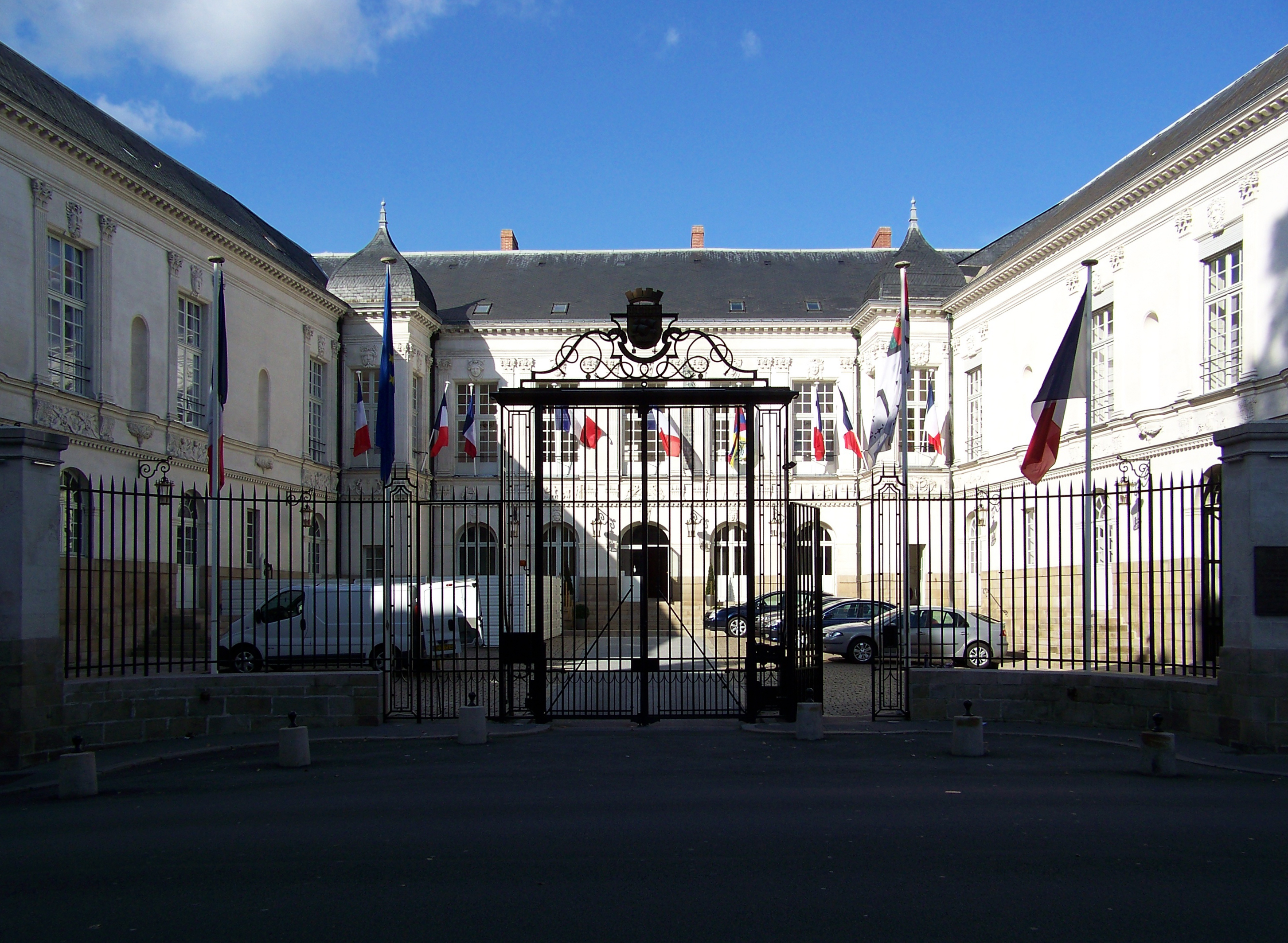
Stadhuis van Nantes
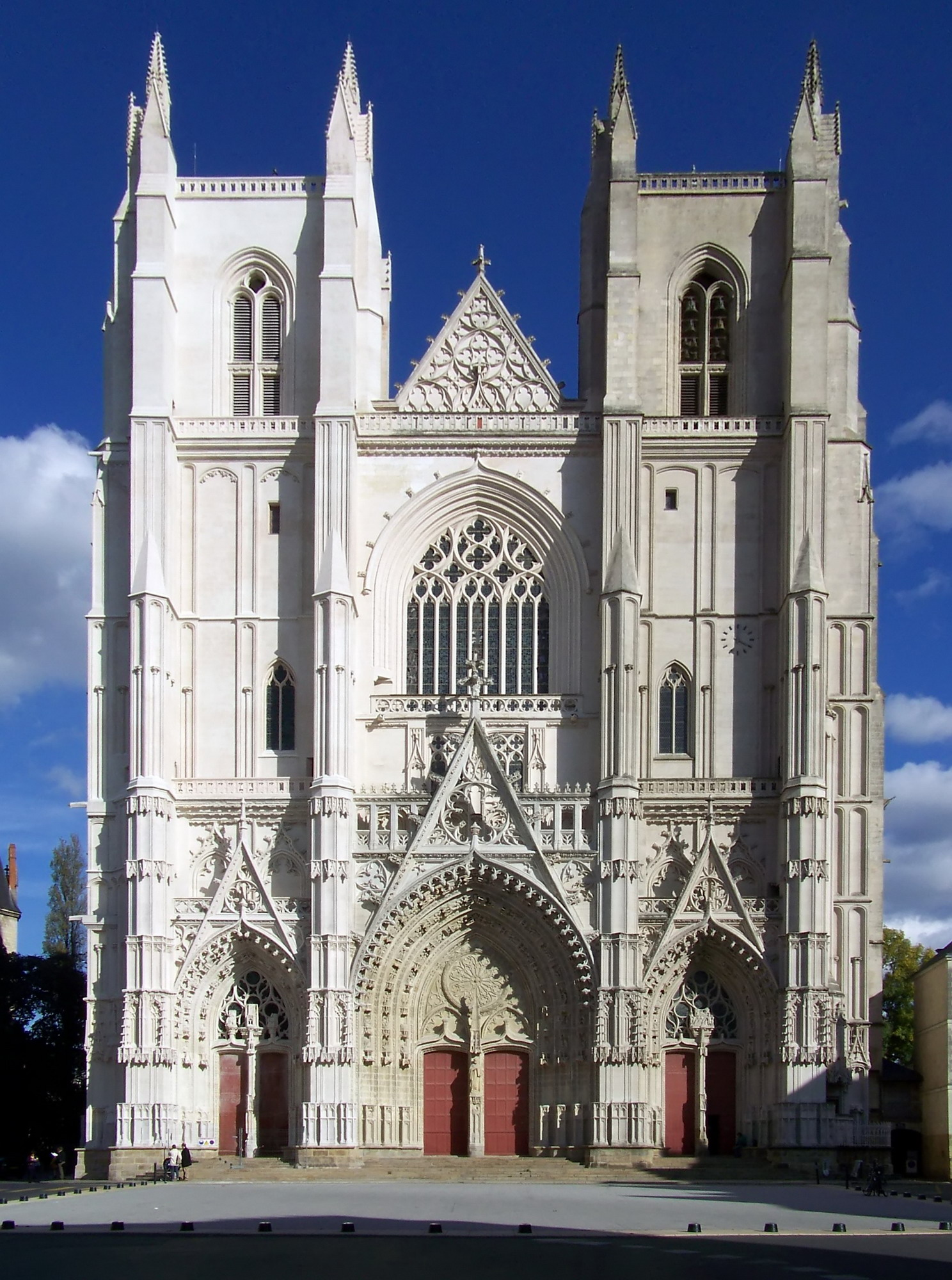
De kathedraal van Nantes
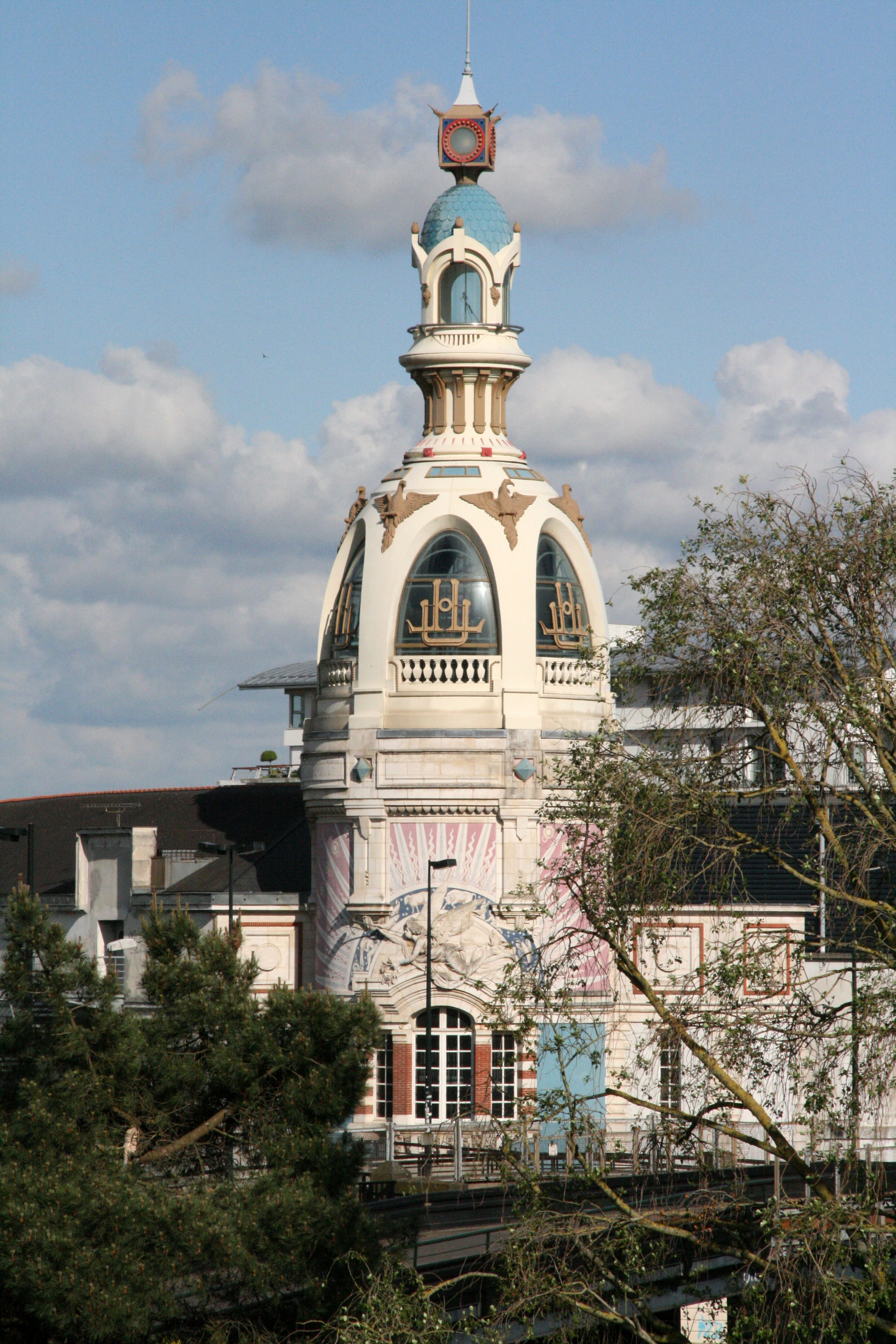
Toren van de vroegere koekjesfabriek LU